# Ixtab
En la mitologia maia, Ixtab és la deessa del suïcidi, i esposa del déu de la mort, Chamer. També era la divinitat de la forca.
En la tradició maia, el suïcidi era considerat una manera extremadament honorable de morir, a un nivell similar que el de les víctimes humanes de sacrificis, guerrers caiguts en batalla, dones mortes al moment de donar a llum, o sacerdots.
Ixtab és representada com un cadàver parcialment descompost amb els seus ulls tancats, penjant d'un arbre. El seu rol com a divinitat era el de protegir els que se suïcidaven, acompanyant-los i guiant-los cap a un paradís especial. Aquest rol era anomenat psicopomp o guia d'ànimes.
Essent una deessa molt popular, alguns documents històrics proposen la teoria que el culte a Ixtab va impulsar a la gent d'Amèrica Central en els temps maies a suïcidar-se abans que enfrontar-se a la humiliació, malaltia, o desgràcia, creant una ona de suïcidis entre la gent de casta alta, de manera similar al seppuku en la tradició japonesa.